# Janelson Carvalho
Janelson dos Santos Carvalho noto come Janelson (Porto Alegre, 24 marzo 1969) è un ex pallavolista brasiliano.
Giocava nel ruolo di Schiacciatore e Opposto.

## Palmarès

### Club
- Campionato brasiliano: 2

1991-92, 1996-97

### Nazionale (competizioni minori)
- Campionato sudamericano Under-19 1986
- Campionato sudamericano Under-21 1986
- Campionato sudamericano Under-19 1988
- Campionato sudamericano Under-21 1988
- Giochi panamericani 1991

### Premi individuali
- 1988 - Campionato sudamericano Under-21: MVP